# Ioan Viorel Teodorescu
Ioan Viorel Teodorescu (n. 8 aprilie 1958

) este un deputat român, ales în 2012 din partea Partidului Național Liberal.
Pe 2 iulie 2014 a trecut în deputați neafiliați, apoi s-a mutat în grupul parlamentar al Partidului Social Democrat (pe data de 23 iulie 2014).